# پارک ملی اوترشتس هوولفرش
پارک ملی اوترشتس هوولفرش (به هلندی: Nationaal Park Utrechtse Heuvelrug) یک جنگل در هلند است که در استان اوترخت واقع شده‌است.